# Muckish
Muckish (irl. Mucais/an Mhucais, co oznacza grzbiet świni) – charakterystyczna góra z płaskim dachem w górach Derryveagh, w hrabstwie Donegal, w Irlandii. Jej szczyt ma wysokość 666 metrów (2185 stóp).

## Położenie
Góra jest trzecim, co do wielkości szczytem w górach Derryveagh  i zajmuje 163 miejsce w kategorii najwyższych szczytów Irlandii. Muckish jest również najbardziej wysuniętą na północ i drugą, co do wysokości w łańcuchu górskim górą. Jest jedną z siedmiu sióstr, Seven Sisters. Siedem sióstr, to Crocknalaragagh, Ardloughnabrackbaddy, Errigal, Mackoght, Aghla Beg, Aghla More i Muckish. Siedem sióstr należy do gór Derryveagh.

## Muckish
Wysokiej jakości piasek kwarcowy wydobywano na zboczach góry; pozostałości po kamieniołomach widać po jego północnej stronie. Ścieżka górnika, to droga prowadząca na szczyt północnej strony góry. Część tej trasy podąża ścieżką, wykorzystywaną przez robotników do dotarcia do kamieniołomu. Piasek był eksportowany i głównie wykorzystywany do produkcji szkła optycznego. Mniej trudna droga do szczytu zaczyna się od Muckish Gap po południowej stronie góry.
Na szczycie płaskowyżu znajduje się duży kopiec (sztuczny pagórek z kamieni) widoczny z poziomu morza. W 2000 na szczycie umieszczono duży metalowy krzyż, zastępując drewniany, zniszczony podczas burzy. Nowy krzyż został położony znacznie bliżej północnego krańca góry, podczas gdy kopiec znajduje się na południu.

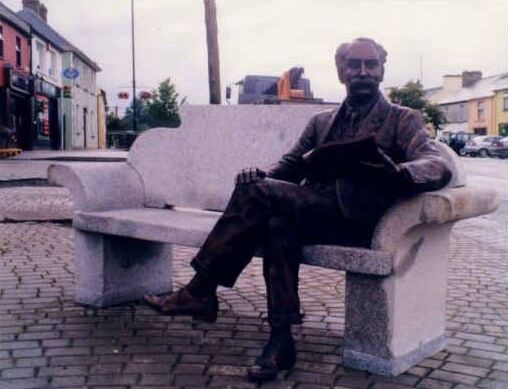
Figura z brązu poety, Percy'ego Frencha na głównym placu Ballyjamesduff

Falcarragh, Moyra, Dunfanaghy i Creeslough, to wsie położone najbliżej Muckish. Po stronie Falcarragh leży Mám na Mucaise (Luka Muckish), w którym znajduje się Droichead na nDeor (most łez). To właśnie z tego mostu tysiące emigrantów Cloughane'a pożegnało członków rodziny. Percy French, słynny poeta, odwiedził dzielnicę na początku XX wieku i podczas pobytu w hotelu Falcarragh napisał wiersz Irlandzka matka.
W 2012 ukazał się 40-minutowy film dokumentalny o Muckish, zatytułowany Szklana góra: opowieść o piasku Muckish.

## Galeria

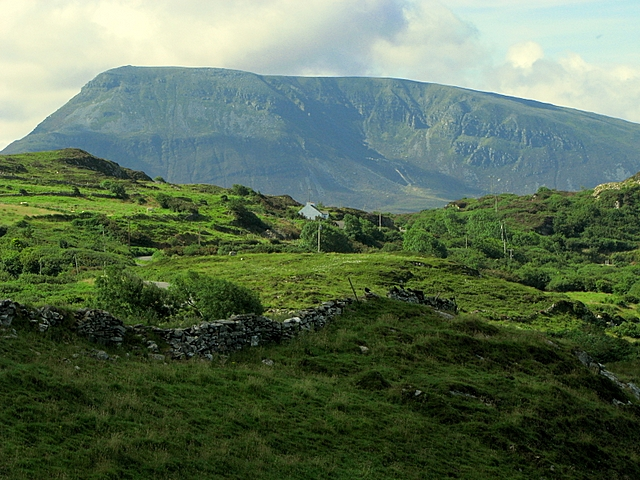
Muckish z Roshin, niedaleko Croaghaderry
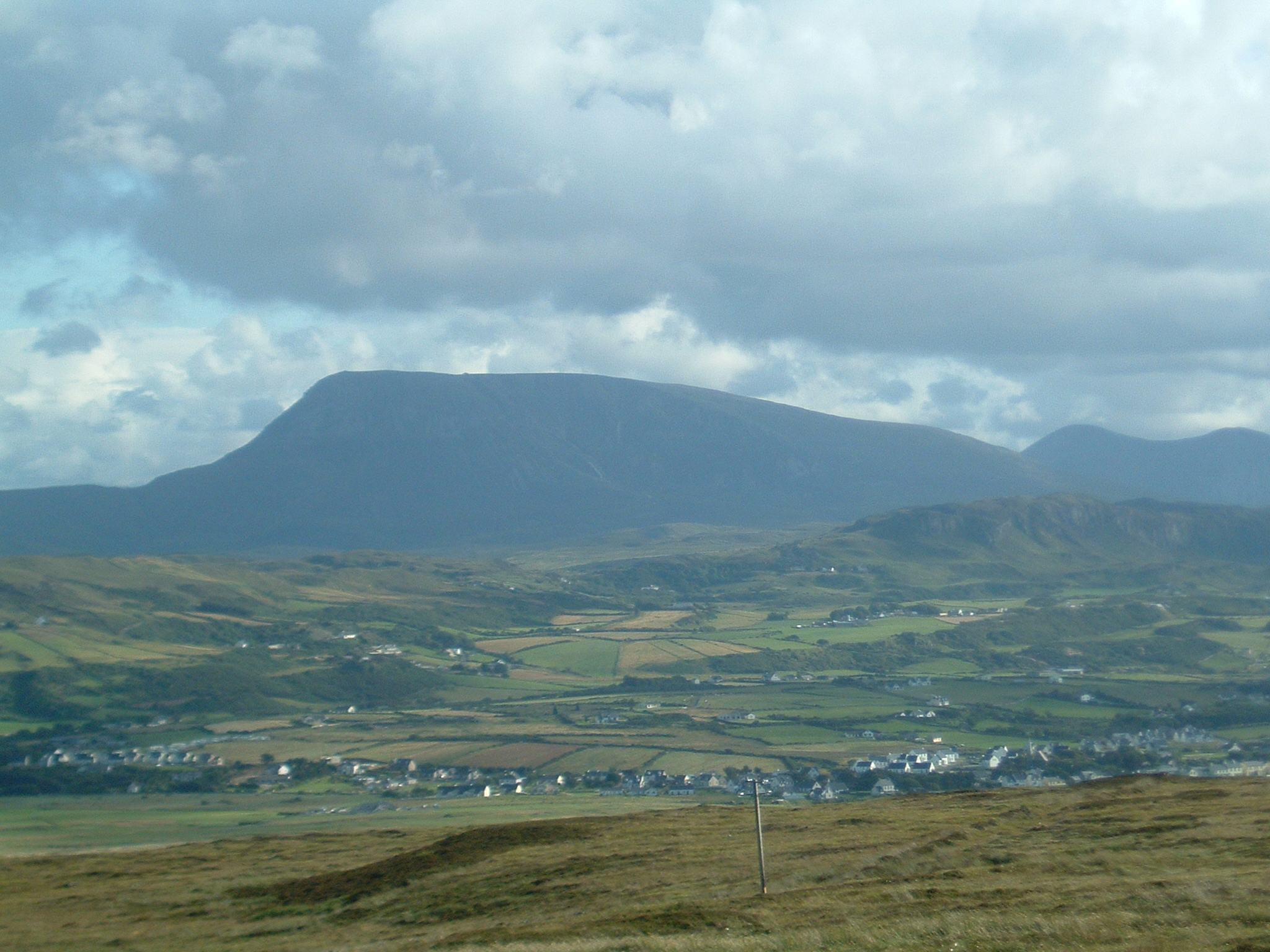
Muckish z Horn Head
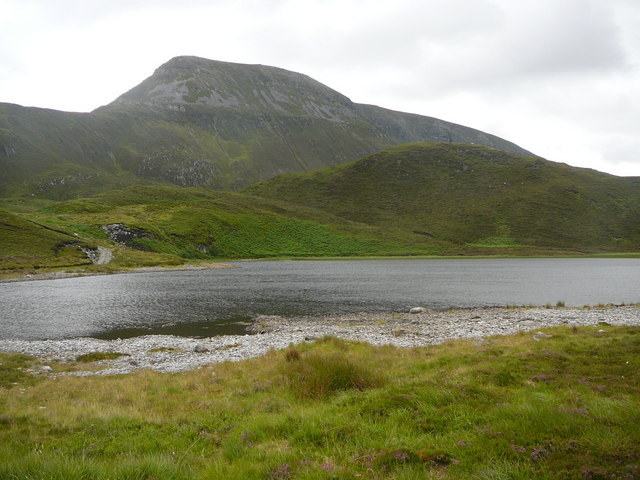
Muckish z Lough Naboll